# Municipio de Darlington (condado de Charles Mix)
El municipio de Darlington (en inglés: Darlington Township) es un municipio ubicado en el condado de Charles Mix en el estado estadounidense de Dakota del Sur. En el año 2010 tenía una población de 132 habitantes y una densidad poblacional de 1,32 personas por km².

## Geografía
El municipio de Darlington se encuentra ubicado en las coordenadas 43°22′56″N 98°45′40″O / 43.38222, -98.76111. Según la Oficina del Censo de los Estados Unidos, el municipio tiene una superficie total de 100.04 km², de la cual 100,04 km² corresponden a tierra firme y (0 %) 0 km² es agua.

## Demografía
Según el censo de 2010, había 132 personas residiendo en el municipio de Darlington. La densidad de población era de 1,32 hab./km². De los 132 habitantes, el municipio de Darlington estaba compuesto por el 99,24 % blancos, el 0,76 % eran afroamericanos. Del total de la población el 0,76 % eran hispanos o latinos de cualquier raza.